# Jonathan Sacks
Sir Jonathan Henry Sacks (Londra, 8 marzo 1948 – Londra, 7 novembre 2020) è stato un rabbino e politico britannico, considerato la massima autorità spirituale e morale ebraica ortodossa in Gran Bretagna, col titolo di Chief Rabbi of Great Britain and the Commonwealth of Nations ("Rabbino capo della Gran Bretagna e del Commonwealth delle nazioni") dalla sua nomina nel 1991 fino alla conclusione del suo mandato nel 2013.
Creato Sir dalla Regina Elisabetta II nel 2005 per servizi resi alla Comunità e alle relazioni inter-religiose e nel 2009 nominato Lord Barone con un seggio a vita nella Camera dei Lord.

## Biografia
Già Gran Rabbino della Gran Bretagna e del Commonwealth, il suo nome ebraico era Yaakov Zvi (in ebraico יעקב צבי‎?). Quale capo spirituale delle Sinagoga Unita di Londra, la più grande del Regno Unito, Sacks fu il Rabbino Capo degli ebrei ortodossi britannici dal 1991 al 2013.
Dopo aver lasciato la succitata carica nel 2013, Sacks insegnò alla New York University e alla Yeshiva University quale professore emerito di filosofia ebraica. È stato inoltre nominato professore di Legge, Etica e Bibbia al King's College London.
Sacks era plurilaureato, con lauree magistrali ottenute al Gonville & Caius College di Cambridge, al Christ's College Finchley, PhD conferiti dal King's College London e dal New College di Oxford, e diplomi dei Jews' College London e Etz Chaim Yeshiva (Londra). Ha inoltre ricevuto dottorati honoris causa dalla University of Cambridge; dall'Università di Glasgow; Università di Haifa; Middlesex University; Yeshiva University; Università di Liverpool e University of St Andrews. È fellow onorario del Gonville and Caius College e del King's College London. Sacks fu inoltre frequente ospite di trasmissioni televisive e radiofoniche, contribuendo anche a vari giornali nazionali. Presentò le Reith Lectures alla BBC nel 1990 sul tema La persistenza della fede.
Sacks è morto nel 2020. Sposato, aveva tre figli. Una delle sue figlie, Gila Sacks, è stata la Special Adviser dell'ex-Primo Ministro Gordon Brown.

## Riconoscimenti

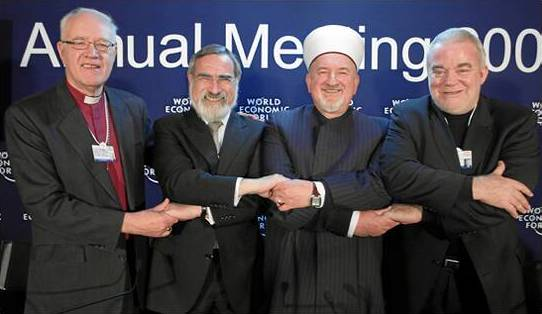
Capi religiosi al Forum Economico Mondiale del 2009 (Sir Jonathan Sacks è il 2º da sinistra)

In settembre 2001 l'Arcivescovo di Canterbury gli conferì il Dottorato di Teologia quale riconoscimento dei suoi primi dieci anni come Gran Rabbino del Regno Unito e del Commonwealth.
Nel 2004, il suo libro The Dignity of Difference fu premiato col Grawemeyer Award nella categoria di Religione.
Nominato baronetto e lord dalla Regina Elisabetta II, a Sacks vennero inoltre  consegnate le chiavi del Quartiere londinese di Barnet in settembre 2006. Nell'aprile 2011 fu invitato al matrimonio del principe William, duca di Cambridge, e Catherine Middleton, quale rappresentante della Comunità ebraica.

### Secolarismo ed i cambiamenti demografici dell'Europa
Sacks si mostrò spesso preoccupato per gli effetti negativi del materialismo e secolarismo della società europea, dichiarando che tali effetti minavano i valori basilari della famiglia e conducono all'egoismo. Nel 2009 Sacks tenne pubblicamente un discorso affermando che gli europei avevano scelto il consumismo a discapito dell'altruismo specialmente nell'allevare i bambini, dicendo inoltre che "il principale assalto alla religione oggi proviene dai neo-darwinisti." Ha dichiarato che l'Europa è una popolazione in declino "perché i non-credenti mancano di quei valori comuni di famiglia e comunità che invece la religione possiede."

## Cariche
- Professore di Pensiero giudaico, New York University, New York (annunciato il 29 ottobre 2013).
- Professore di Pensiero ebraico, Yeshiva University, New York (annunciato il 29 ottobre 2013).
- Professore di Legge, Etica e Bibbia al King's College London (annunciato il 5 dicembre 2013).
- Immanuel Jakobovits Professore di Filosofia Ebraica Moderna, Jews' College di Londra, 1982.
- Rabbino Capo del Regno Unito e del Commonwealth (dallo 01/09/1991).
- Professore Aggiunto di Teologia al King's College London.
- Fellow onorario del Gonville and Caius College, Cambridge, 1993.
- Presentation (Honorary) fellow del King's College London, 1993.
- Membro del Consiglio del Board of World Religious Leaders, The Elijah Interfaith Institute.[13]
- Rabbino e Capo spirituale, Western Marble Arch Synagogue, Londra (2004-2013).
- Docente di filosofia morale, Middlesex Polytechnic, 1971–1973.
- Docente presso il Jews' College London, 1973–1982; direttore dell'ufficio rabbinico, 1983–1990; Preside, 1984–1990.
- Professore di filosofia all'Università dell'Essex, 1989–90.
- Docente Sherman alla Università di Manchester, 1989.
- Docente Riddell all'Università di Newcastle.
- Docente Cook alla Università di Oxford, Università di Edimburgo e Università di St Andrews.
- Professore della Università Ebraica di Gerusalemme.

## Opere
- Traditional alternatives: Orthodoxy and the future of the Jewish people (1989)
- Tradition in an Untraditional Age (1990)
- Persistence of Faith (1991)
- Arguments for the Sake of Heaven (1991)
- Crisis and Covenant (1992)
- One People? (1993)
- Will We Have Jewish Grandchildren? (1994)
- Community of Faith (1995)
- Torah Studies: Discourses by Rabbi Menachem M. Schneerson (1996)
- The Politics of Hope (1997 revised 2nd edition 2000)
- Morals and Markets (1999)
- Celebrating Life (2000)
- Radical Then, Radical Now (published in America as A Letter in the Scroll) (2001)
  - (IT)  La dignità della differenza (Dignity of Difference, 2002) - Garzanti Saggi (2004), ISBN 881160029-4
- The Chief Rabbi's Haggadah (2003)
- To Heal a Fractured World - The Ethics of Responsibility (2005)
- The Home We Build Together - Recreating Society (2007)
- The Koren Sacks Siddur (2009)
- Future Tense: Jews, Judaism, and Israel in the Twenty-first Century (2009)
- Covenant & Conversation: A Weekly Reading of the Jewish Bible (2010)
- The Great Partnership: God Science and the Search for Meaning (Hodder & Stoughton, 2011)
- The Koren Sacks Rosh Hashana Mahzor (Koren, 2011)
- The Koren Sacks Yom Kippur Mahzor (Koren, 2012)
- The Koren Sacks Pesach Mahzor (Koren, 2013)
- Covenant & Conversation: Leviticus, the Book of Holiness (Koren, 2015)
- Not in God's Name: Confronting Religious Violence (Hodder & Stoughton, 2015)
- Lessons in Leadership: A Weekly Reading of the Jewish Bible (Koren, 2015)
- Morality: Restoring the Common Good in Divided Times (Hodder & Stoughton, 2020)